# Minamoto család

A Minamotók címere

A Minamoto család (japánul: 源) a Heian-kor (794–1185) négy nagy családjának (Fudzsivarák, Tairák, Tacsibanák) egyike, a trónutódlásból elmozdított császári sarjak egyik gyűjtőneve (a másik a Tairák).
Aszerint, hogy melyik császár leszármazottai voltak, más-más ágakat alkottak (Szaga, Szeiva, Uda és Murakami Gendzsik, a Gen lévén a Minamoto név kínai olvasata). A történelmi jelentőségű Minamoto-ág Szeiva császártól eredeztette magát, legismertebb tagjai: Josiije (1039–1106), melléknevén Hacsiman Taró, az első nagy hadvezér, aki az északjapán törzseket (ainuk) pacifikálta; Jositomo (1123–1160), Joritomo és Josicune apja, akit Taira no Kijomori győzött le a Heidzsi-lázadásban. Joritomo gyermekeivel a Szeiva Gendzsik főága kihalt, de mellékágaik adták később a másik két sógundinasztiát, az Asikagákét (Muromacsi-bakufu) és a Tokugavákét is.

## Történelmük
Az első Minamoto vezetéknevet adományozó ember Szaga japán császár (809-823) volt, kinek bizonyos források szerint 49 gyermeke született, amely jelentős anyagi terhet rótt a császári bevételre. Annak érdekében, hogy enyhítsen egy kicsit a szokatlanul nagy család fenntartása miatt kialakult terhen, sok fiát és leányát nemessé fokozta le. Ő a minamoto szót, amely "származást” jelent, választotta új vezetéknevüknek, ezzel hangsúlyozva a fejedelmi vérvonalat. Az ezt követően uralkodó Szeiva, Murakami, Uda és Daigo császárok körében igen elterjedtté vált a Minamoto elnevezés az utodók névválasztásakor. Ezek a különböző utódoktól származó öröklődési vonalak konkrét klánokká fejlődtek, majd a császár neve után a Gendzsi elnevezést illesztették (Szeiva Gendzsi). Az első ember, aki a Minamoto nevet viselte, Minamoto no Makoto volt, Szaga japán császár hetedik fia.
814-ben, Szaga japán császár a kabane Minamoto no aszon-t adományozta azon örököseinek, akiket nem akart a trónra; ezt követően az utodók már nem voltak az uralkodó család tagjai, ők, akik egyszerű nemesek lettek, a Minamoto vezetéknevet vitték tovább a császári vérvonalból.
A hét rész felé szakadt Minamoto család legkiemelkedőbb alakja,  Szeiva Gendzsi Minamoto no Cunemoto (897-961), 56. Szeiva császár unokájának leszármazottja. Cunemotot a tartományokba rendelték ki, és ott kialakítva egy rendszert, az egyik legjelentősebb katonadinasztia alapítója lett. Minamoto no Micunaka (912-997) a Fudzsivara család mesterembereivel alapított szövetséget. Ezt követően a klán felkérte Micukana-t, hogy állítsa helyre a fővárost, Heiankjó-t (mai elnevezésben a régi fővárost, Kiotót).
Mitsunaka idősebb fia, Minamoto no Yorimicu (948-1021) a Fujiwara no Micsinaga pártfogoltja lett; egy másik fiú, Minamoto no Jorinobu (968-1048) leverte Taira no Tadacune felkelését 1032-ben. Yorinobu fia, Minamoto no Jorijosi (988-1075) és unokája, Minamoto no Josiie (1039-1106) békét teremtett Északkelet-Japán legnagyobb részén 1051. és 1087. között, azonban a két felkelés (lásd Hógen és Heidzsi) sorsdöntő volt a család mind politikai státuszában, mind veszteségükben, majd később nyereségükben.

### A Hógen-lázadás
A Hógen-lázadás (japánul: 保元の乱, Hógen no ran) a Fudzsivarák udvaroncdinasztiájának és a japán császári ház különböző ágainak első fegyveres konfliktusa volt 1156-ban, a Heian-kor Hógen-érájának 1. évében. Mind az uralkodót, Go-Sirakavát, mind a visszavonult császárt, Szutokut egy-egy Fudzsivara fivér támogatta, a segítségül hívott Tairák és Minamotók szamurájklánjai azonban megoszlottak: apák és fiak, illetve fivérek és fivérek álltak egyik vagy a másik oldalra. Go-Sirakava pártja győzedelmeskedett, a klánok rendet tettek a maguk háza táján: egy-egy Minamotót és Tairát kivégeztek, köztük a későbbi híres Minamoto fivérek, Joritomo és Josicune nagyapját, akiknek apja, Jositomo ugyanúgy a győztesek között volt, mint a későbbi Taira fivérek apja, Kijomori, majd hamarosan egymásnak estek, eldöntendő, hogy ki legyen az úr az új helyzetben, Taira no Kijomori vagy Minamoto no Jositomo nemzetsége-e.

### A Heidzsi lázadás
A Heidzsi-lázadás (japánul: 平治の乱, Heidzsi no ran, Hepburn-átírással: Heiji no ran) a Fudzsivarák udvaroncdinasztiájának második fegyveres konfliktusa 1160 januárjában, amelyben egymással versengő Fudzsivara-sarjak a Tairák, illetve a Minamotók katonai klánját hívták segítségül. Az összecsapásokban elesett Minamoto no Jositomo (Minamoto no Joritomo és Minamoto no Josicune apja), és tovább erősödött Taira no Kijomori befolyása.

### A bukás
A Szeiva Gendzsi-k szerencséje a Hógen-felkelés idején leágazott, amikor Tairák kivégezték a vonal nagy részét, közöttük Minamoto no Tamejosi-t. Miután a Heidzsi-lázadásban elhunyt Minamoto no Jositomo, Taira no Kijomori megszerezte a hatalmat Kiotóban azáltal, hogy szövetségre lépett a visszavonult Sirakava és Tobat császárokkal. Minamoto no Joritomo-t (1147-1199) száműzetésbe küldte.

#### A Genpei háború

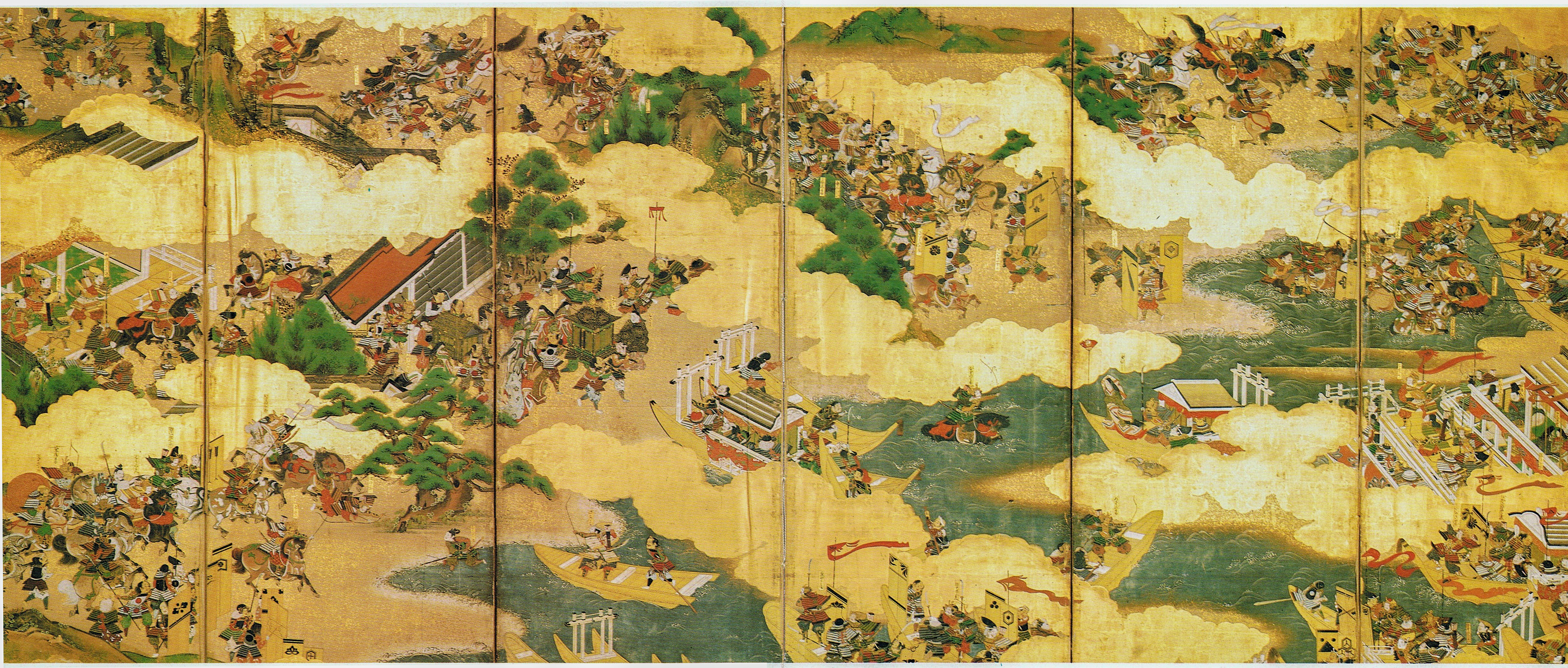
A Genpei háború egyik csatája

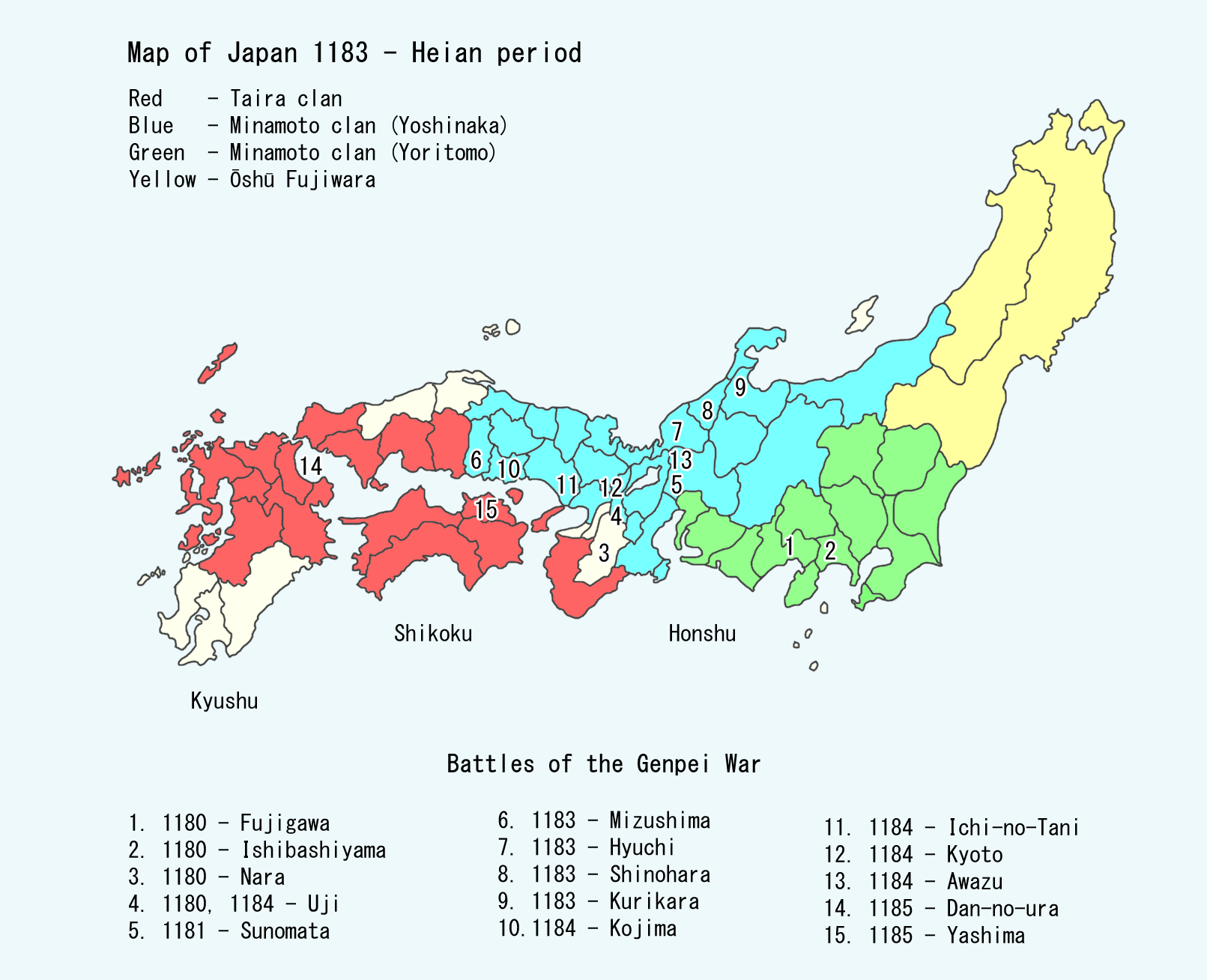
A Minamoto klán uradalma (1183)

A Genpei-háború (1180–1185) egy konfliktuson alapuló csatározás volt a Taira és a Minamoto családok között a kései Heian-korban. Ez okozta a Taira család háttérbe szorulását és a Kamakura sógunátus megerősödését Minatomo no Joritomo által 1192-ben.
A Genpei elnevezés a Taira és a Minamoto klánok alternatív kandzsi olvasatából ered. A konfliktust Japánban Dzsisó-Dzsuei Háborúként (治承寿永の乱, Jisho-Juei no ran) is emlegetik, azután a két földrajzi hely után, ahol zajlott a csata.
A Tairák 1179-ben puccsot indítottak riválisaik ellen, valamint 1180-ban fegyvert fogtak a Minamoto család tagjaira. Az ezt követő Udzsi-csata Kiotón kívül zajlott, következménye pedig egy öt éven át tartó háborúskodás lett, amely a Minamoto család győzelmével fejeződött be a Dan-no-ura nevezetű tengeri csata során.
Jelenet a Genpei-háborúból
A Genpei-háború alapja egy régóta húzódó konfliktus kitörése volt a Minamoto és a Taira családok között. A klánok már több megmozdulás során is egymás ellen harcoltak, például a Hógen és a Heidzsi-lázadások alkalmával. A Minamotok azonban akkoriban elbuktak a Taira család fegyvereseivel szemben.
Taira no Kijomori a még csecsemőkorban lévő fiát, Antoku-t tette meg császárrá 1180-ban. Ez hatalmas felháborodást váltott ki, nem csupán a Minamoto család, de egész Japán szerte is. Elmondható, hogy az alapkonfliktuson kívül ez volt az egyik legfőbb kiváltó indoka a Genpei-háborúnak, vagy más néven a Taira-Minamoto háborúnak.
Go-Sirakava volt császár fia, Mocsihito herceg sértett és trónfosztott állapotában Minamoto no Jiromasza segítségét kérte és májusban fegyveres felhívást intézett az egész Minamoto családhoz, valamint néhány buddhista kolostorhoz. A Minamoto győzelmet azonban végül mégsem Jiromasza érte el, ugyanis ő még a korai csatározások során meghalt.
1180 júniusában Kijomori átszervezte a császári székhelyet Fukuhara-kjó-ba, hogy minél inkább a felügyelete alatt tarthassa az uralkodói családot és a befolyásos embereket. A Minamoto család gyűlölete ezáltal egyre csak fokozódni látszott, és a támadás már biztossá vált. Azonban mivel a csatározásra való felhívás név nélkül érkezett, így nem tudták ki küldhette, és Mocsihito herceg ellen üldözéseket indítottak. Mocsihito nem árulta el, hogy ő áll a felhívás mögött, ezért inkább menedéket keresett a Mí-dera templomban, ahol a szerzetesek, balszerencséjére nem tudták gondját viselni, így végül tovább kellett állnia. Nem sokkal ezt követően a Taira csapatok fogták el Kiotón kívül. Ilyen drámai körülmények között indult el az első csata a háborún belül az Udzsi-folyón átívelő hídon. Ez a kisebb harc végül Jorimasza rituális öngyilkosságával végződött, majd nem sokkal később Mocsihito-t is kivégezték.
Jorimasza halála után Minamoto no Joritomo vette át a vezetői szerepet és azonnal el is kezdett országszerte szövetségeseket keresni. Több kisebb ütközet is volt ezek után, de a jelentősebb harcok 1181-ben folytatódtak. Ugyanebben az évben Taira no Kijomori egy betegség következtében meghalt, valamint ekkoriban kezdődött el a nagy éhínségek időszaka is Japánban, amely a következő években is elkísérte a társadalmat és még inkább nehézzé tette a csatározásokat. A Tairák mégis lépni akartak, így megtámadták Minamoto no Josinakát, Joritomo unokatestvérét. A csata ezen része azonban végül két évre abbamaradt és csak 1183-ban folytatódott.
1183-ban a Kurikara-csata Taira veszteséggel végződött, amely olyan súlyos volt, hogy pár hónappal később Kiotó-t is ostromolni kezdhette északról a Minamoto család Josinaka vezetésével, Jukie pedig kelet felől segített nekik. A Minamoto vezetők úgy látták, hogy a Taira család nem ellenkezik Kiotó bevételével szemben, így menekülésre késztették őket a városból. Taira no Munemori nyugat irányba vezette a családot, azonban azzal nem számolt, hogy eközben Go-Sirakava megbízza Josinakát, hogy Jukie-vel együtt semmisítse meg a Taira hadsereget.
Így Josinaka és Jukie összefogtak a saját érdekükben, hogy északra tehessék át a császári székhelyet és a bíróságot is a Tairák leverésével. Azonban hamar kiderült, hogy Jukie és Josinaka nem képesek együtt dolgozni a cél érdekében, így 1184-ben Josinaka magára vállalta Kiotó vezetését és őrizetbe vette az uralkodót. Minamoto no Josicune és testvére, Norijori nem értettek egyet Josinaka cselekedeteivel, így fellázadtak ellene és harcba bonyolódtak az Udzsi-hídon, melynek következményeképp Josicune legyőzte őt és megölték mielőtt elmenekülhetett volna.
Miután az egységes Minamoto erők elhagyták Kiotót, a Tairák megkezdték a tengeri csapataik és bázisaik megerősítését. A császár eközben számtalan üzenetet küldött nekik, melyben feladásra és lemondásra késztette őket, amiért cserébe a Minamotok elfogadnák a fegyverszünetet. A császár érdekeit tekintve ez nagyon hasznos lett volna neki, ugyanis eltörölhette volna az eddigi szamurájok által vezetett kormányt, melynek élén a Taira család állt.
A Minamoto család Josicune és Norijori vezetésével támadást indított a Tairák ellen, amely harc az Icsi-no-Tani nevet kapta. A legjelentősebb Taira tábort vették be először Honsúban, azonban a Tairák nem támadtak, hanem visszahúzódtak Jasimába. Ezután egy hat hónapig tartó szünet következett, amelyben a Minamotok továbbra is szervezkedtek a Tairák ellen, de nem számoltak azzal, hogy a Taira család sokkal jelentősebb hadi tengerészeti eszközökkel rendelkezik.
Csaknem egy évvel az Icsi-no-Tani után Jasima is ostrom alá került. A Tairák nem voltak képesek felvenni a küzdelmet a Minamotokkal a szárazföldön, így a hajóik felé terelték őket. Azonban a Minamotok számítottak erre és csellel bevették a Tairákat, akik ezután kénytelenek voltak elmenekülni.
A Genpei-háború egy hónappal ezek után ért véget a Dan-no-Ura nevű csatában, amely mai napig az egyik leghíresebb ütközet Japánban. Mivel ez egy tengeren zajló csata volt, így az árapályok jelentős szerepet játszottak a csata végkimenetelét illetően. Kezdetben a természeti jelenségek a Taira családnak kedveztek, akik egyébként is felkészültebbek és felszereltebbek voltak a Minamoto családnál a tengeri csaták terén. A Minamoto család legnagyobb előnyét Tagucsi jelentette, aki egy Sikoku harcos, eredetileg a Taira család oldalán, azonban átállt a Minamotok mellé a csata felénél. A Taira család nemesei közül rengetegen életüket vesztették, többek között Antoku császár és Taira no Kijomori özvegye is.
Így a Szeiva Gendzsi vonal bizonyult a legerősebb és legbefolyásosabb Minamoto vérvonalnak a kései Heian korszakban azzal, hogy Minamoto no Joritomo végül megalapította a Kamakura Sógunátust és 1192-ben s. Mindemellett a Szeiva Gendzsi vonalból adódik, hogy a későbbi Asikaga (az Asikaga sógunátus alapítói), Nitta és a Takeda családok életre keltek.
A klasszikus japán Gendzsi  Történet főhőse, Hikaru no Gendzsi politikai okokból kapta a Minamoto nevet az apjától, a császártól, aki polgári életre, illetve császári tisztviselői karrierre delegálta őt.
A Genpei Háború szintén tárgyát képezi a Japán Heike Története eposznak (Heike Monogatari).

## Minamoto család tagjai

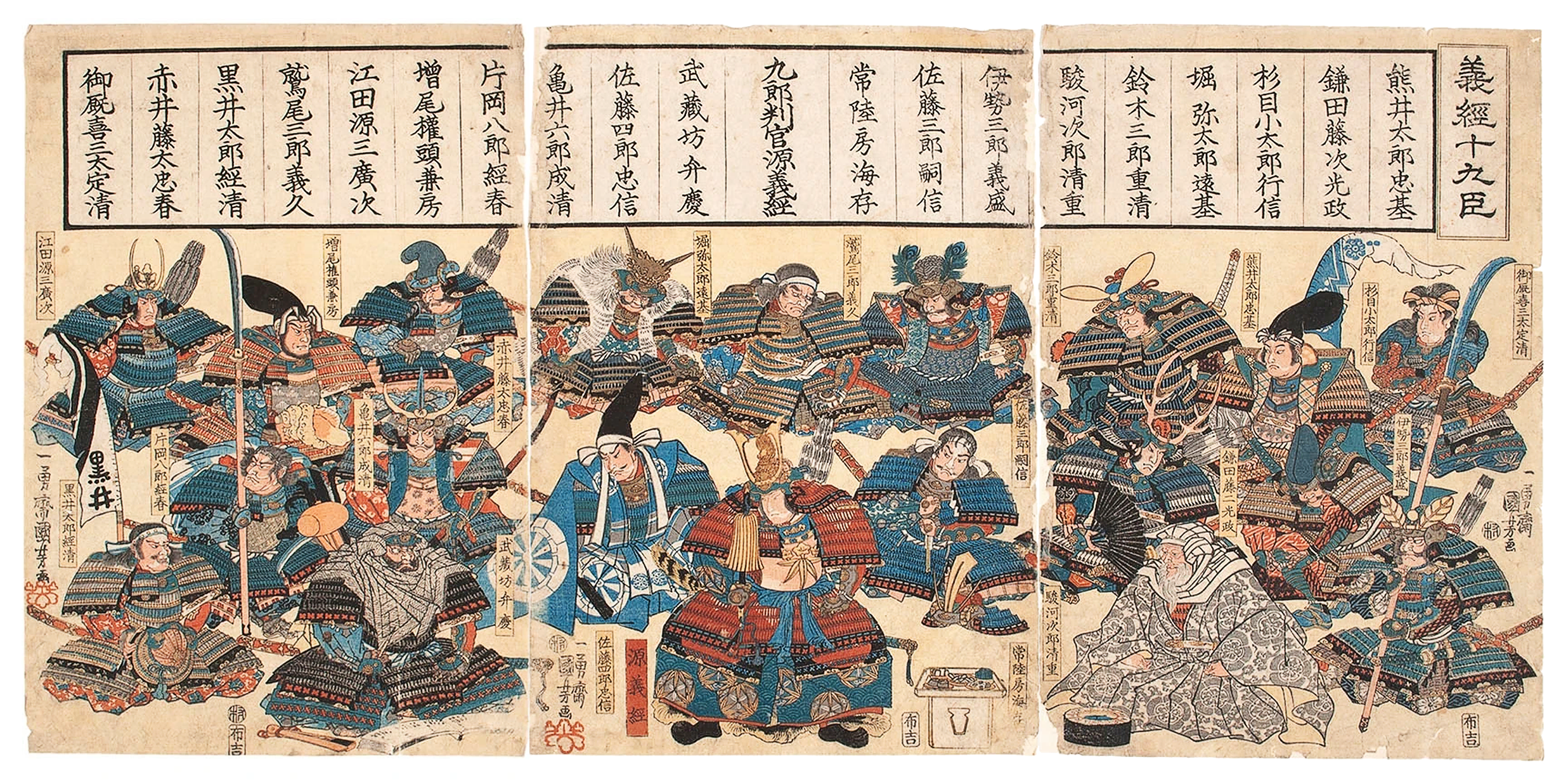
A Minamoto Klán családja, Ukiyo-e Utagawa Kuniyoshi

Még a nemességen belül is meg voltak különböztetve a hercegek a sinnó titulussal („rendelkezve az előrehaladás képességével”, pl. várományosa annak, hogy az új császár legyen), aki trónra kerülhet és a hercegek az ó titulussal („hatalmas”), akik nem voltak tagjai a császári utódlás vonalának, de mindazonáltal a fejedelmi osztály tagjai maradtak (és ezért a Minamoto klán tagjait rangban megelőzték). A Minamoto név egy hercegnek vagy leszármazottjának adományozása következtében mindegyiküket kizárták a fejedelmi osztályból, más szóval ez jogi és társadalmi rang csökkentésének eszköze volt még azon ó-hercegek esetében is, akik korábban nem voltak az öröklési sorban.
Több ezt követő klánt alapítottak a Minamoto klán (nemzetség) tagjai és sok korai esetben ezen klánok hőseit valamely vezetéknéven ismerik. Vannak ismert Minamoto leszármazott szerzetesek is; őket gyakran leszármazási rendként emlegetik, de nem viselték a klán nevet (a dharma nevet előnyben részesítve).
A klánnak 21 ága volt, mindegyiket az után a császár után nevezve, amely császártól származtak. Néhány vonal népes volt, néhány pedig nem rendelkezett leszármazottal.